# Geekster
La palabra Geekster proviene de la unión gramatical de dos términos relativamente contemporáneos: Geek (adjetivo que describe aquellos que son apasionados por la tecnología) y Hipster (intelectual que no reniega de la cultura popular y sus expresiones mundanas). 
El Geekster ha sido descrito como un joven contemporáneo que se identifica con movimientos culturales independientes. Estos están asociados con los videojuegos, música, la navegación en diferentes redes sociales, el uso de diversas herramientas digitales para compartir una idea o concepto y la participación activa en comunidades.
Socialmente, estos jóvenes tienen la cualidad de generar relaciones sociales y nuevas amistades con facilidad a través de sus redes, blogs y comunidades. Los Geeksters son personas divertidas, curiosas, intelectuales y poseen un alto compromiso por impactar de forma positiva el mundo.

## Historia
Fue a finales de la década del 2000 que el término Geekster fue usado por primera vez. Derivado de la fascinación de algunos hipsters por los videojuegos vintage en 8-bits y la música en mono estéreo, que inspiraron a algunas bandas a explorar con esta estética. Esta música a menudo refleja los sonidos de la tecnología que se ve como primitiva o "anticuada", como la Game Boy y sintetizadores.
Durante esta década, el desarrollo de nuevas tecnologías digitales y electrónicas, así como la aparición y acogida de las redes sociales, trajo como consecuencia la gestación de nuevos comportamientos y formas para generar relaciones humanas.
Para la generación Y y la generación Z, este nuevo escenario otorgó una nueva forma de identificarse con el mundo para la construcción de su identidad, personalidad y aspiraciones. Estas nuevas generaciones digitales han estado en la capacidad de empoderarse del mundo digital para mostrar una nueva forma de ver el mundo e interactuar, y difundir sus propias ideas al estar conectados a la red.

## Geeksters en el mundo
Luke Hood
Joven británico, nacido en la ciudad de Bristol. A sus 19 años fundó  UKFMUSIC Archivado el 24 de julio de 2012 en Wayback Machine., una plataforma musical que ha logrado difundir artistas de electro, dubstep y drum and bass. hoy con 20 años de edad, su plataforma cuenta con 84000 seguidores en Twitter, y en su canal de Youtube tiene más de 15 millones de suscriptores.